# Szinice
Szinice, 1911-ig Szvinica (románul: Svinița, szerbül: Свиница vagy Свињица) falu Romániában, a Bánságban, Mehedinți megyében, a Vaskapu-szorosban. Az egykori Nagy-Magyarország legdélebbi településeként tartják számon.

## Fekvése
Orsovától 40 km-re délnyugatra, a Duna partján fekszik.

## Nevének eredete
Neve szláv eredetű és végső forrása az ősszláv *svinja 'disznó' szó. Az elnevezés ókori eredetű lehet, mert az al-dunai római útnak a környékre eső szakaszát iter Scrofularumnak, 'malacok útjá'-nak nevezték. A mai név történeti alakjai: Zinicze (1443), Isvıniča (1569), Szvinyicze (1700 után), Svinica (1774).

## Története
A falut 1968 és 1970 között följebb telepítették, mert a Vaskapu-erőmű építése miatt régi helyét elárasztották.
1569–1573-ban említették szerb ortodox kolostorát, amely később nyom nélkül elpusztult. A tartomány Habsburg-hadsereg általi elfoglalása idején szerb falu volt, 1717-ben 43 házzal írták össze. 1723-ben új helyen vonták össze, és odaköltöztették a közelében fekvő Sztarics falu lakóit is. Lakói között gyakorlott kőművesek voltak, akik szintén 1723-ban részt vettek Újorsova erődítésében. 1775 és 1872 között a Román-bánáti Határőrezred egyik századának székhelye. 1749-ben 78, 1783-ban 100 házból állt. 1873–1880-ban Szörény vármegyéhez, 1876–1919-ben Krassó-Szörény vármegyéhez, 1919–1950-ben Szörény megyéhez, 1955–1968-ban Orsova rajonhoz tartozott. 1900-ban az újmoldovaitól az orsovai járáshoz csatolták. 1907-ben kisközségből nagyközséggé alakult.
A határőrség megszüntetése után lakói megélhetését a halászat biztosította. 1879-ben két kőszénbányája volt, mindössze négy-négy bányásszal. 1955 és 1992 között határában, a Dunától három kilométerre fekvő tölgyesben uránbánya működött. 1992-től 1995-ig, a Jugoszlávia elleni embargó idején a faluban virágzott a motorcsónakos csempészet, a Duna túlpartján fekvő Donji Milanovacra.
Szerb lakói a mindennapi életben is a Julián naptárhoz igazodnak. Igen archaikus szerb nyelvjárásáról monográfia is megjelent.

## Népessége
- 1900-ban 1419 lakosából 1291 volt szerb, 58 cigány és bolgár, 33 román és 26 magyar anyanyelvű; 1370 ortodox és 39 római katolikus.
- 2002-ben 1132 lakosából 988 volt szerb, 119 román és 20 cigány nemzetiségű; 1053 ónaptárt követő ortodox és 74 ortodox vallású.

## Politika
A 2012-es helyhatósági választásokon a Mișcarea pentru Noul Mehedinți 4 mandátumot, a Szociálliberális Unió 3 mandátumot, a Romániai Szerbek Szövetsége és a Partidul Poporului – Dan Diaconescu 1-1 mandátumott szerzett.

## Látnivalók
- A falutól négy kilométerre délkeletre, a Duna partján álló Trikule (Tri Cule, Háromtorony) várrom alacsonyabban fekvő része a vízállás függvényében néha a folyó vízszintje alá kerül. Három, négyszög alaprajzú toronyból áll. A 13. század második fele és a 15. század eleje között épült, a 18. században a határőrség használta.
- Szerb temploma 1751-ben épült.
- Hat vízimalom, sok különböző méretű malomkerékkel. Egy kőből épült horizontális vízimalmát a nagyszebeni falumúzeumba szállították.
- Fosszíliarezervátum (95 hektáron), ammoniteszek, belemniteszek, pörgekarúak és kagylók maradványaival.
- Fügefesztivál, minden szeptember 6-án.[10] A faluban 2000 körül kezdődött jelentősebb fügetermesztés, mára Szinice Románia legjelentősebb fügetermő községe.[11]

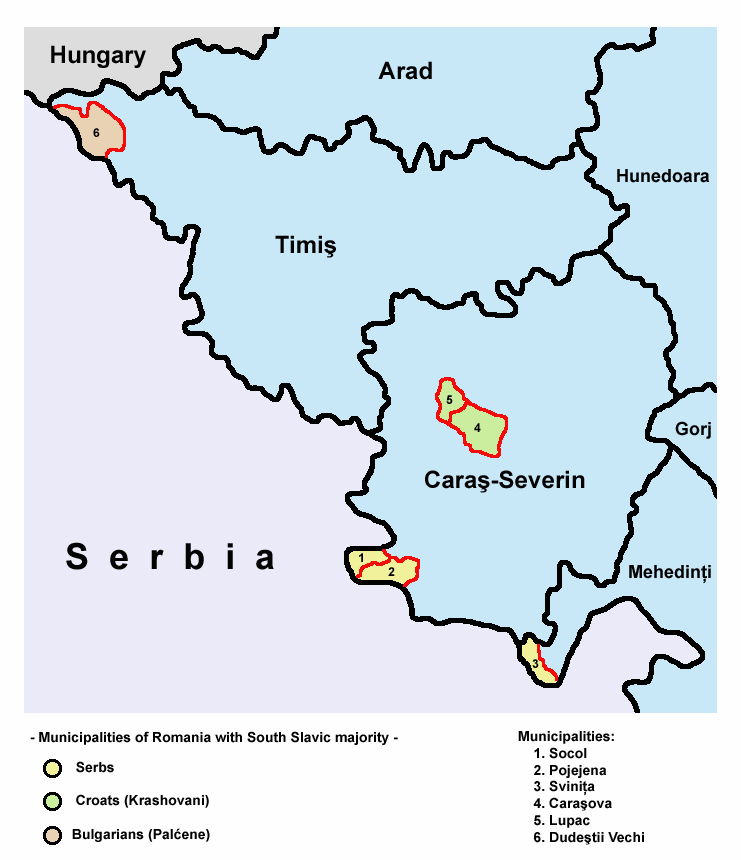
Délszlávok Romániában